# Misil de crucero naval
El misil de crucero naval o SCALP Naval hace parte, con el misil Aire-Tierra Medio, el apache y el SCALP EG, de los misiles crucero utilizados por las fuerzas armadas francesas. Su desarrollo por la compañía MBDA comenzó en 2006 y debía entrar en servicio sobre las fragatas de la Clase Aquitania FREMM en 2015 y en los submarinos de la Clase Barracuda para 2018.
El misil tendrá una capacidad de ataque rápido, masivo y coordinado, complementado con los misiles de crucero aéreos.

## Historia
El contrato de desarrollo y de producción del misil fue notificado a la empresa desarrolladora en diciembre de 2006. El primer ensayo del misil en su versión Clase Aquitania con despegue vértical el 28 de mayo de 2010 desde el centro de ensayo de misiles de la dirección general de armamento de Biscarosse fue exitoso.
El primer ensayo del misil submarino se realizó el 8 de junio de 2011, desde una plataforma sumergida simulando un submarino, en el centro de ensayos de lanzamientos de misiles de la Isla de Levante.
Desde el tercer ensayo en Biscarosse, todos los objetivos fueron acertados, validando la fase terminal con guía autónoma infrarroja, que asegura una gran precisión.
El último ensayo de calificación se realizó el 27 de octubre de 2014, lo cual permitió validar definitivamente todas las capacidades de misil y particularmente su puesta operacional.

## Características
El misil toma una gran parte de la arquitectura del misil Scalp-EG, sin embargo ha necesitado varias adaptaciones para poder ser empleado desde plataformas navales, entre ellas la estructura cilíndrica, el dispositivo de cambio de esquema para el sistema de fuego del Submarino Barracuda y las fragatas de la Clase Aquitania FREMM mediante el sistema Sylver A-70.
El desarrollo de la velocidad y el alcance de 1000 km constituyen parte de la necesidad planteada por los futuros países que utilizaran el dispositivo, el cual sea comparable con los misiles BGM-109 Tomahawk de los Estados Unidos.

## Sistemas de Armamento y países operadores
El misil debía ser instalado sobre las fragatas de la clase La Fayette, pero por razones de presupuesto serán instaladas sobre las fragatas de la Clase Aquitania desde 2015. Estas fragatas estarán dotadas de un sistema de lanzamiento vertical Sylver A-70, capaz también de operar misiles Aster12. En los submarinos nucleares de ataque Clase Barracuda, los misiles serán lanzados por los tubos lanza-torpedos de 533mm. El sistema estará disponible desde 2018.
El gobierno de Francia ha solicitado el 29 de diciembre de 2006, 50 ejemplares a la empresa MBDA a través de la delegación general de la armada (DGA), por un monto de 560 millones de euros, con entrega prevista para 2012. Un segundo pedido se realizó en 2009 por otros 150 ejemplares, de los cuales 100 estarán destinados a las fragatas de la Clase Aquitania y 50 destinados a los submarinos de la Clase Barracuda, el costo unitario es de 2.86 millones de euros. La ley de presupuesto de 2014 preveía la entrega de los 60 primeros ejemplares, sin embargo la entrega se hará en 2015, debido a los retrasos en las pruebas de calificación operacional.
El Reino Unido que ha colaborado con Francia para el programa SCALP, ha preferido hacer un pedido por 65 Tomahawk americanos.
Este misil no es aún exportado, sin embargo Grecia confirmó en 2010 su interés en comprar 16 fragatas Clase Aquitania, así como 16 misiles de crucero naval. Por otro lado Egipto y sobre todo Arabia Saudita tienen pretensiones serias de adquirir fragatas Clase Aquitania (una y seis respectivamente), lo que hace suponer nuevas órdenes de compra para el Misil de crucero naval.